# 川本ゆかり
川本 ゆかり（かわもと ゆかり、1972年6月13日 - ）は、東京都清瀬市出身の元新体操選手。

## 経歴
- 小学校3年から柔道を習っていたが、柔道をやっていた柔道場隣の体育館アリーナでやっていたふじしま新体操クラブにて新体操に興味を持ち、5年から同クラブで新体操を始める。
- 1991年、世界選手権大会（ギリシャ）日本代表（個人総合17位）
- 1992年、バルセロナオリンピック出場（個人総合37位）。
- 1993年、世界選手権大会（スペイン）日本代表（個人総合15位）
- 1990年～1994年、全日本選手権5連覇
- 1994年、アジア大会優勝。その年の全日本選手権を最後に引退。引退後、第45回NHK紅白歌合戦で審査員を務める。

## 出演

### テレビ
- 第45回NHK紅白歌合戦（1994年12月31日、NHK総合・ラジオ第1） - 審査員

### CM
- 明治製菓 ハイレモン・ヨーグレット・ハイプルーン（1992年）